# E311号線
E311号線 (E311ごうせん、英: European route E311)は オランダ国内にある欧州自動車道路のBクラス幹線道路。
ブレダを基点にユトレヒトまでを結ぶ。

## 経路
- オランダ
  - E19号線,E312号線 - ブレダ
  - E31号線 - ホルクム
  - E25号線,E30号線,E35号線 - ユトレヒト